# Olympische Sommerspiele 1896/Leichtathletik – 1500 m (Männer)
Der 1500-Meter-Lauf der Männer bei den Olympischen Spielen 1896 wurde am 7. April 1896 im Panathinaiko-Stadion in Athen ausgetragen. Es nahmen insgesamt acht Sportler aus fünf Nationen teil.

## Rekorde
Der aufgeführte Weltrekord war damals noch inoffiziell.
| Weltrekord | 4:15,6 min | USA | Thomas Conneff | New York (USA) | 26. August 1895 |

Der folgende olympische Rekord wurde während des Wettbewerbs aufgestellt:
| Olympischer Rekord | 4:33,2 min | Teddy Flack ( AUS) | 7. April 1896, Finale |

## Ergebnis
7. April 1896
Bei nur acht Teilnehmern gab es keine Vorläufe. Vom Start weg übernahm der Franzose Albin Lermusiaux die Führung, konnte sich jedoch nicht von seinen Verfolgern absetzen. Als es in die letzte Runde ging, konnte er sein Tempo nicht mehr halten. Der Australier Teddy Flack – eigentlich korrekter Name Edwin Flack – und der US-Amerikaner Arthur Blake zogen vorbei. Flack setzte sich am Ende durch und holte sich seinen ersten Olympiasieg, dem zwei Tage später mit seinem Erfolg über 800 Meter ein zweiter folgen sollte. Blake wurde Zweiter und Lermusiaux konnte seinen dritten Platz behaupten. Vierter wurde der Deutsche Carl Galle vor vier Mittelstrecklern aus Griechenland.

### Finale
| Platz | Name                      | Land | Zeit       |           |
| ----- | ------------------------- | ---- | ---------- | --------- |
| 1     | Teddy Flack               | AUS  | 4:33,2 min | OR        |
| 2     | Arthur Blake              | USA  | 4:34,0 min | geschätzt |
| 3     | Albin Lermusiaux          | FRA  | 4:36,0 min | geschätzt |
| 4     | Carl Galle                | GER  | 4:39,0 min | geschätzt |
| 5     | Angelos Fetsis            | GRE  | unbekannt  |           |
| 6     | Dimitrios Golemis         | GRE  | unbekannt  |           |
| 7/8   | Konstantinos Karakatsanis | GRE  | unbekannt  |           |
| 7/8   | Dimitrios Tomprof         | GRE  | unbekannt  |           |

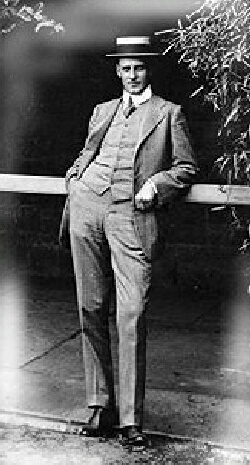
Olympiasieger Teddy Flack gewann zwei Tage später auch das Rennen über 800 Meter
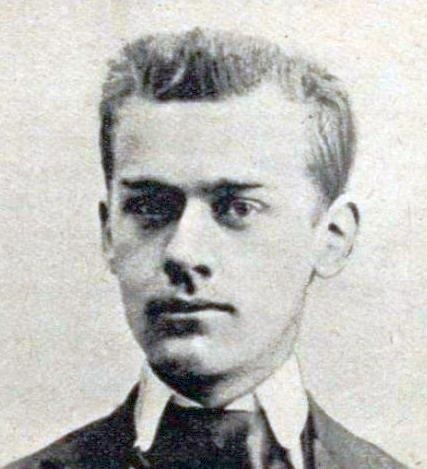
Der Olympiadritte Albin Lermusiaux
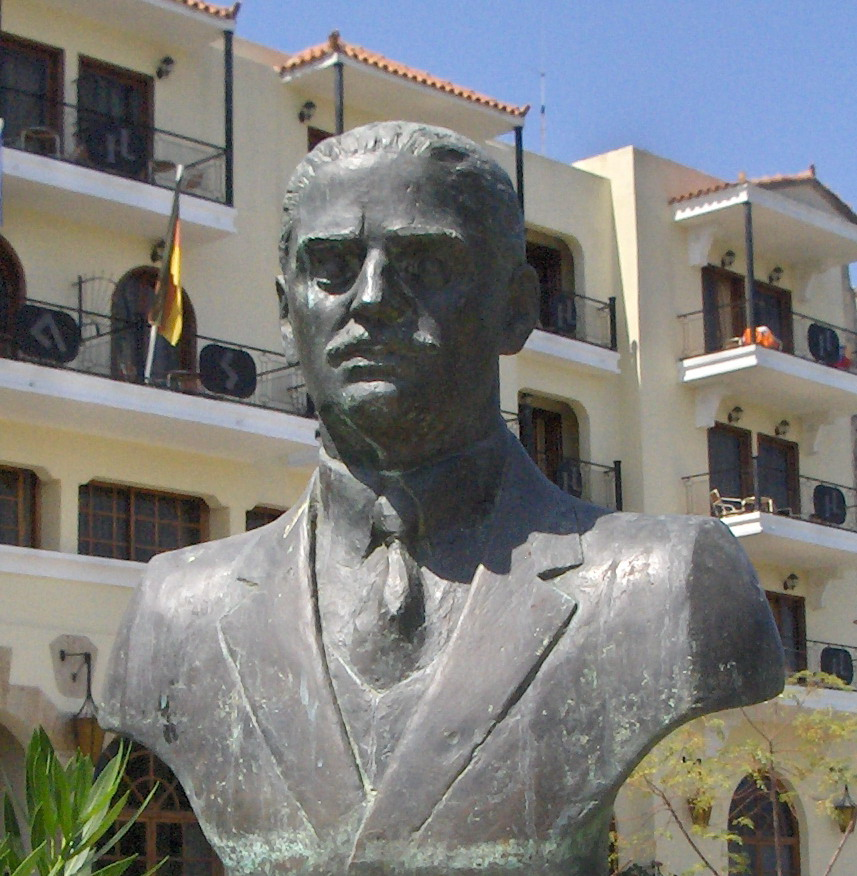
Dimitrios Golemis – hier eine Erinnerungsstatue in Lefkada, Griechenland – kam auf den sechsten Platz und erreichte später über Platz 800 Meter Rang drei